# Tentoura

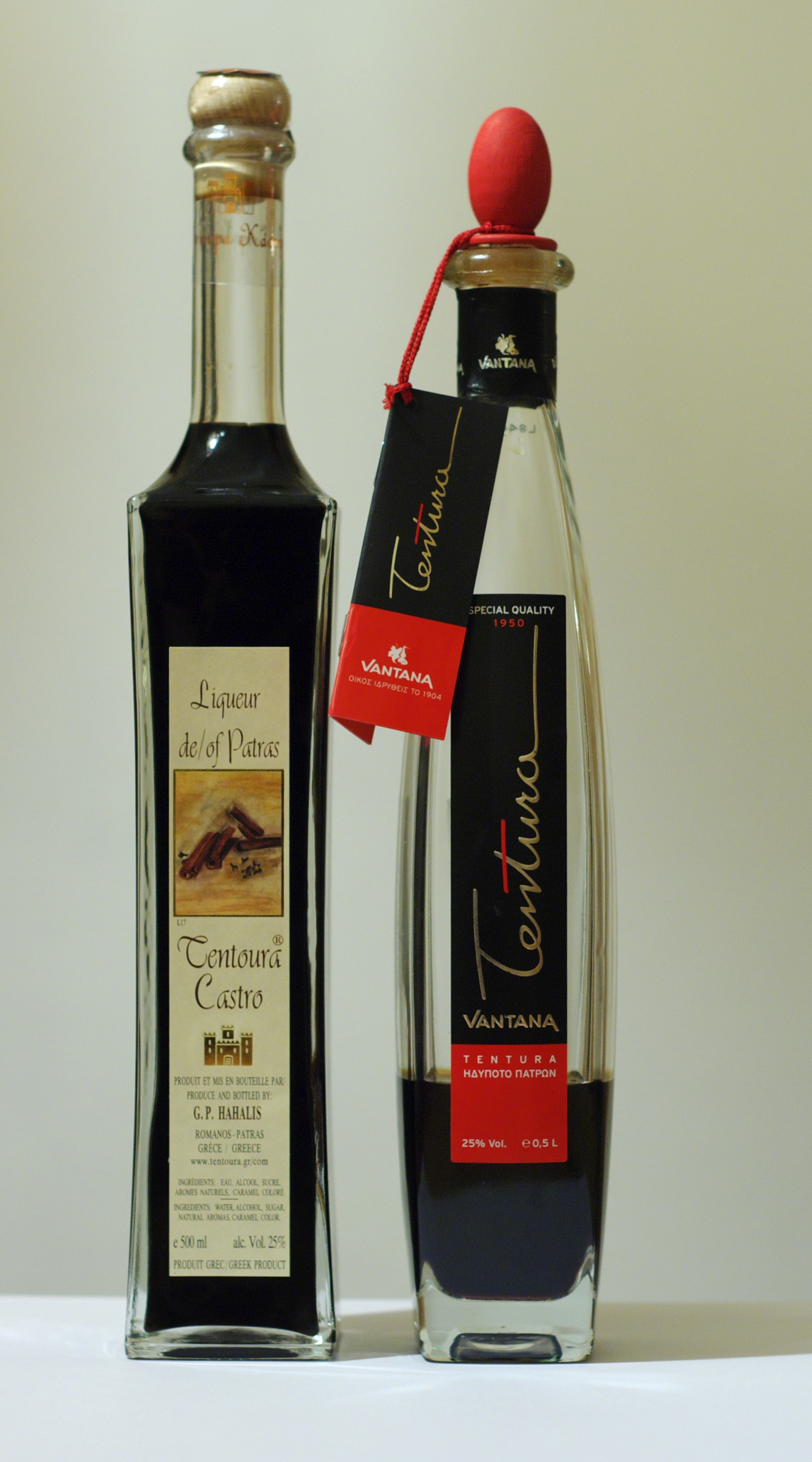
Tentura der Marken Ventura und Castro

Tentoura (griechisch τεντούρα, aus dem Venezianischen tentura 'Tinktur') ist ein griechischer Likör, der traditionell seit dem 15. Jahrhundert in Patras hergestellt wird. Das Getränk enthält Alkohol, Wasser, Zucker und fermentierte Extrakte von Nelken, Zimt, Muskatnuss und Zitrusfrüchten. Es hat einen Alkoholgehalt von etwa 25 %. Er ist als griechisches Ursprungserzeugnis national und EU-rechtlich geschützt.